# Peter Guthrie Tait

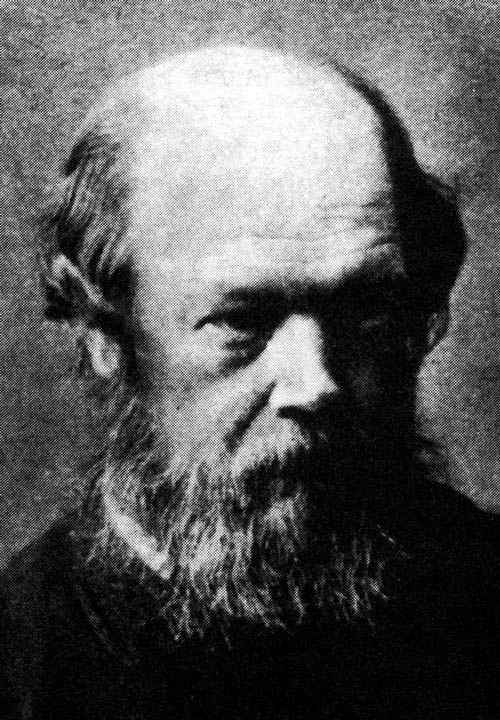
Peter Guthrie Tait

Peter Guthrie Tait (* 28. April 1831 in Dalkeith, in Midlothian, Schottland; † 4. Juli 1901 in Edinburgh) war ein schottischer Physiker.

## Leben und Werk
Tait wuchs, nachdem er mit 6 Jahren seinen Vater verloren hatte, in Edinburgh bei seinem Onkel John Ronaldson auf, einem für die Wissenschaften begeisterten Banker. 1841 trat er in die Edinburgh Academy ein, die gleichzeitig James Clerk Maxwell eine Klasse über ihm besuchte. Tait war ein sehr guter Schüler, sowohl in den klassischen Sprachen als auch in Mathematik, wo er 1846 noch vor Maxwell einen Schulpreis bekam (im darauf folgenden Jahr siegte Maxwell). 1847 besuchte er gemeinsam mit Maxwell die Universität von Edinburgh, wechselte aber 1848 nach Cambridge, wo er 1852 Senior Wrangler in den Tripos wurde. Im selben Jahr gewann er den Smith-Preis. Tait wurde Fellow des Peterhouse an der  Universität Cambridge und begann ein Buch über Dynamik zu schreiben, das 1856 erschien. 1854 wurde er Professor für Mathematik am Queens College in Belfast. Dort begann sein Interesse für Quaternionen, über die er eine Korrespondenz mit deren Erfinder William Rowan Hamilton begann, mit dem er sich auch befreundete. In der Folge wurde Tait in zahlreichen Aufsätzen und einigen Büchern zu einem einflussreichen Befürworter der Anwendung der Theorie der Quaternionen in der Physik. Später lag er deswegen im Streit mit Oliver Heaviside und Josiah Willard Gibbs, beide Befürworter des heute allgemein gebräuchlichen Vektorkonzepts. Von Tait stammt die heutige Form des Nabla-Symbols als ein auf den Kopf gestelltes Delta.
1860 wurde er Nachfolger von James David Forbes als Inhaber des Lehrstuhls für Naturphilosophie in Edinburgh, auf den er in Konkurrenz zu Maxwell berufen wurde, weil man sein energischeres Auftreten und seine pädagogischen Fähigkeiten höher schätzte. Ein bekanntes Lehrbuch des 19. Jahrhunderts war das von Tait zusammen mit William Thomson (Lord Kelvin) Treatise of Natural Philosophy von 1867 (geplant waren mehrere Bände, nur der erste erschien), in der sie das Energie-Konzept und das Prinzip der Energieerhaltung in den Mittelpunkt stellten. Einen großen Einfluss auf Tait hatten auch die Arbeiten von Hermann Helmholtz, insbesondere seine Arbeiten über Wirbelbewegung von 1858, die Tait übersetzte. Tait testete Helmholtz’ Theorie (insbesondere die Stabilität der Ringe bei Beinahe-Kollisionen) mit Rauchringen, und Thomson war davon so beeindruckt, dass in ihm die Idee entstand, Atome als Ringsysteme mit Knoten zu beschreiben. Diese aus heutiger Sicht kuriose Idee führte dazu, dass sich Tait mit Knotentheorie zu beschäftigen begann. 1876–1877 publizierte er mehrere Arbeiten, in denen er Knoten nach der Anzahl der Überkreuzungen bei zweidimensionaler Projektion klassifizierte (mit bis zu 7 Überkreuzungen), was er ab 1883 in Zusammenarbeit mit Thomas Kirkman auf bis zu 11 Überkreuzungen ausdehnte. Tait überprüfte die ihm von Kirkman übersandten Tabellen auf äquivalente Knoten unter Verwendung intuitiver Methoden, die sich später als korrekt herausstellten (für die von ihm überprüften Tabellen bis 10 Überkreuzungen, bei Kirkmans Tabelle mit 11 Überkreuzungen, die 1581 Knoten enthielt, gab er auf). Tait schrieb auch 1896 eine Arbeit über die Flugbahn von Golfbällen (sein Sohn Frederick war ein führender Amateur-Golfer, er fiel als Freiwilliger bei der Black Watch im Burenkrieg 1900) und beschäftigte sich mit kinetischer Gastheorie.
Ab 1860 war Tait Mitglied der Royal Society of Edinburgh, deren Sekretär er auch von 1879 bis 1901 war. Er war nie Mitglied der Londoner Royal Society, er erhielt aber 1886 deren Royal Medal.

## Publikationen (Auswahl)
- Treatise on dynamics of a Particle (mit William John Steele), 1856; 6. Auflage 1889
- The unseen universe (mit Valfour Stewart), 1875; 17. Auflage 1890
- An elementary treatise on quaternions, 1876; 3. Auflage 1890; deutsch von G. von Scherff, Leipzig 1880
- Lectures on some recent advances in physical science with a special lecture on force, London, Macmillan and Co., 1876; 3. Auflage 1885; deutsch von Wertheim, Braunschweig 1877
- Sketch of thermodynamics, 1877
- Heat, London, Macmillan, 1884; 3. Auflage 1892; deutsch von Lecher, Wien 1885
- Light, 1884; 2. Auflage 1889
- Properties of matter, Edinburgh: Adam and Chas. Black, 1885; deutsch von Siebert, Wien 1888
- An elementary treatise on quaternions, Cambridge (England): University Press, 1890
- Dynamics, 1895
- Scientific papers, 2 Bände, 1898–1900